# ナマンガン
ナマンガン（ウズベク語: Namangan / Наманган、ロシア語: Наманган)は、ウズベキスタン共和国のナマンガン州の州都。ウズベキスタン第二の都市である。同国の北東部フェルガナ盆地の北端にあるフェルガナ盆地最大の都市。タシュケントの東300km、アンディジャンの西65km、フェルガナの北75kmに位置している。標高は476m。カラダリヤ川とナルイン川の合流点である。

## 歴史
15世紀には知られる町となり、18世紀にはコーカンド・ハン国の一部となる。市名は、ペルシア語で「塩山」を意味し、住民は元来、ペルシア人であった。
帝政ロシア支配下では、イスラム文化の中心地の1つとなり、市内には20のマドラサ、600のモスクを数えた。1876年、ロシアに併合されると綿花の栽培や食品加工業が盛んになった。1926年には大地震に見舞われた。1991年にウズベキスタンが独立を果たすと、ワッハーブ派などイスラム文化復興の中心地として再び重きをなしている。
25km西にアフシケント遺跡(Akhsykent ruins)がある。

## 教育機関
ナマンガンには3つの高等教育機関がある。ナマンガン州立大学、ナマンガン工科教育研究所、ナマンガン工業技術研究所がある。最古かつ最大の教育機関はナマンガン州立大学であり、国内でも屈指の教育を行っている。

## 観光名所
- Mullo Kyrgyzのマドラサ – 1910年建造
- Ota Valikhan Turのモスク – 1915年建造。中央アジアでも有数の大きさで、現在は地域におけるワッハーブ派の総本山になっている。
- ナマンガン自然歴史博物館 – フェルガナ盆地の考古学的な知識について展示している。
- Hadja Amin Kabri – 18-19世紀の装飾されたテラコッタを使用したファサードがある。
- アフシケント遺跡 – ナマンガン25km、シルダリヤ川沿いにある1世紀の遺跡。当時はフェルガナ盆地の中心地だった。モンゴル帝国時代に破壊されたが、ティムール朝時代に再建された後、17世紀に地震で衰退した。

## 交通
街の郊外にナマンガン空港があり、毎日首都タシュケントへの国内便が出ている。
また、コーカンドやアンディジャンへと向かうウズベキスタン鉄道の駅がある。

## スポーツ
サッカーの国内最上位リーグウズベク・リーグにPFCナフバホール・ナマンガンが参加している。